# 汚れた顔の天使
『汚れた顔の天使』（よごれたかおのてんし、原題: Angels with Dirty Faces）は、ワーナー・ブラザースの下で制作された1938年の犯罪ドラマ映画。監督はマイケル・カーティス、出演はジェームズ・キャグニー、パット・オブライエン、ハンフリー・ボガート、アン・シェリダン、ジョージ・バンクロフト。脚本はローランド・ブラウンの原案をジョン・ウェクスリー、ウォーレン・ダフが脚色、またアンクレジットながらベン・ヘクト、チャールズ・マッカーサーの助力を得て執筆された。

## ストーリー
幼い頃からの親友である少年ロッキー・サリバンとジェリー・コノリーは貨車強盗を企てようとするが、未遂のまま追跡に遭う。逃走も虚しくロッキーは警察に捕まり、ジェリーだけがその場から逃げ仰せた。少年鑑別院送りとなったロッキーは悪名高いギャングへと成長し、一方でジェリーは聖職者の道を歩んでいく。
15年後、ロッキーは釈放されて地元へ戻る。そこでは神父となったジェリーが少年たちの善導にあたっていたが、ロッキーと知りあった不良少年たちがたちまちロッキーに憧れを抱く。またロッキーは悪徳弁護士フレイザー、闇の実業家で地元の有力者キーファーと関わりを持っていた。ジェリーは闇社会の不正を告発するまえに、ロッキーに警告をするが受け流されてしまう。そして公の注意を引くやり方で一切を告発し始めるジェリーに対し、キーファーらが抹殺を企む。その計画を知ったロッキーは親友を守るためにキーファーらを殺害し、警察を相手どって派手な銃撃戦を繰り広げた結果、ロッキーは逮捕されて死刑を宣告される。
死刑執行の直前、ロッキーの独房にジェリーがやってきて、死を恐れて泣きわめき、臆病者のふりをして欲しい、と願いを乞う。それを知れば少年たちがギャングのロッキーを偶像視しなくなると考えてのことだった。しかし、ロッキーはおのれのプライドからそれを拒み、何ものにも屈しない強い姿のまま死ぬと言う。いよいよ電気椅子の前に連行されたロッキーは最期の一瞬で豹変する。死を拒絶する大悪党を見た立会人たちは、ロッキーをみじめな臆病者と罵る。その最期を聞いた少年たちはロッキーに失望し、彼に祈りを捧げるよう神父ジェリーに連れていかれる。

## キャスト
※括弧内は日本語吹替（初回放送1968年7月21日『日曜洋画劇場』）
- ロッキー・サリバン - ジェームズ・キャグニー（近石真介）
- ジェリー・コノリー - パット・オブライエン（家弓家正）
- ジム・フレイザー - ハンフリー・ボガート（久米明）
- ローリー・ファーガソン - アン・シェリダン（北浜晴子）
- マック・キーファー - ジョージ・バンクロフト（雨森雅司）
- ソーピー - ビリー・ハロップ
- スイング - ボビー・ジョーダン
- ビム - レオ・ゴーシー
- ペイスティ - ガブリエル・デル
- クラブ - ハンツ・ホール
- ハンキー - バーナード・パンスリー
  - 日本語吹替その他 - 富田耕生、今西正男、明石一

ジェームズ・キャグニーとパット・オブライエンは、劇中の設定のみならず私生活においても親友の間柄にあった。本作は2人が共演を果たした9つの映画のうち6作目にあたる。また、企画段階で出演オファーがあった当初、キャグニーのエージェントは、死刑執行のシーンにおいて卑しい臆病者に成り下がる役を本人は承服しないだろうと考えていたが、当のキャグニーはロッキー役に心底没頭した。そのシーンにおけるロッキーはジェリーの願いを聞き入れたのか、それとも本当に死を恐れたのか見る者によって解釈が分かれた。これについてキャグニーは後に執筆した自伝のなかで、どちらとも取れるようにわざと曖昧に演じたと述べている。

## スタッフ
- 監督：マイケル・カーティス
- 製作：サミュエル・ビショフ
- 脚本：ジョン・ウェクスリー、ウォーレン・ダフ、ベン・ヘクト（アンクレジット）、チャールズ・マッカーサー（アンクレジット）
- 原案：ローランド・ブラウン
- 音楽：マックス・スタイナー
- 台詞：ジョー・グレアム
- 撮影：ソル・ポリート
- 編集：オーウェン・マークス
- 美術：ロバート・ハース
- 衣装：オーリー・ケリー
- 音響：E・A・ブラウン
- 音楽監督：レオ・F・フォーブステイン
- 編曲：ヒューゴー・フリードホーファー

## 主な受賞歴

### アカデミー賞
ノミネート
アカデミー監督賞：マイケル・カーティス
アカデミー主演男優賞：ジェームズ・キャグニー
アカデミー原案賞：ローランド・ブラウン

### ニューヨーク映画批評家協会賞
受賞
主演男優賞：ジェームズ・キャグニー

## その他の映画
映画『ホーム・アローン』に“Angels with Filthy Souls”（『汚れた心の天使』）と題したパロディ映画、『ホーム・アローン2』にパロディ映画の続編“Angels with Even Filthier Souls”（『さらに汚れた心の天使』）が劇中劇として登場する。パロディ映画のシーンはともに、ギャングのジョニーが相手を脅しつけた上でサブマシンガンをぶっ放し、最後に決め台詞を添えるといったもの。本編で主人公ケビン（マコーレー・カルキン）はビデオテープに録画されたこれらの映画を再生しそれらのシーンを巧みに利用してピザ配達員、泥棒、ホテル従業員らをトリックにかける。
また、パロディや劇中劇でなく本格的に製作された映画としては、1990年代初めのヒンドゥー版『汚れた顔の天使』、“राम जाने”（英題：Ram Jaane）がある。映画はインド風に手が加えられたものの原作に実に忠実。ロッキー役にあたる主役はシャー・ルク・カーンがつとめた。
香港映画では「英雄正伝」としてリメイク。香港アクション映画らしい2丁拳銃や銃撃シーンを取り入れている。
ロッキー（本作ではロン）役はティ・ロンが演じた。
日本では「大岡越前」でほぼ同じストーリーの話がある。